# 貝德福德 (麻薩諸塞州)
貝德福德（英語：Bedford）是一個位於美國麻薩諸塞州米德爾塞克斯縣的鎮。

## 人口
根據2020年美國人口普查的數據，貝德福德的面積為35.90平方千米，當中陸地面積為35.60平方千米，而水域面積為0.30平方千米。當地共有人口14383人，而人口密度為每平方千米401人。